# Rathaus Ottmarsheim (Besigheim)

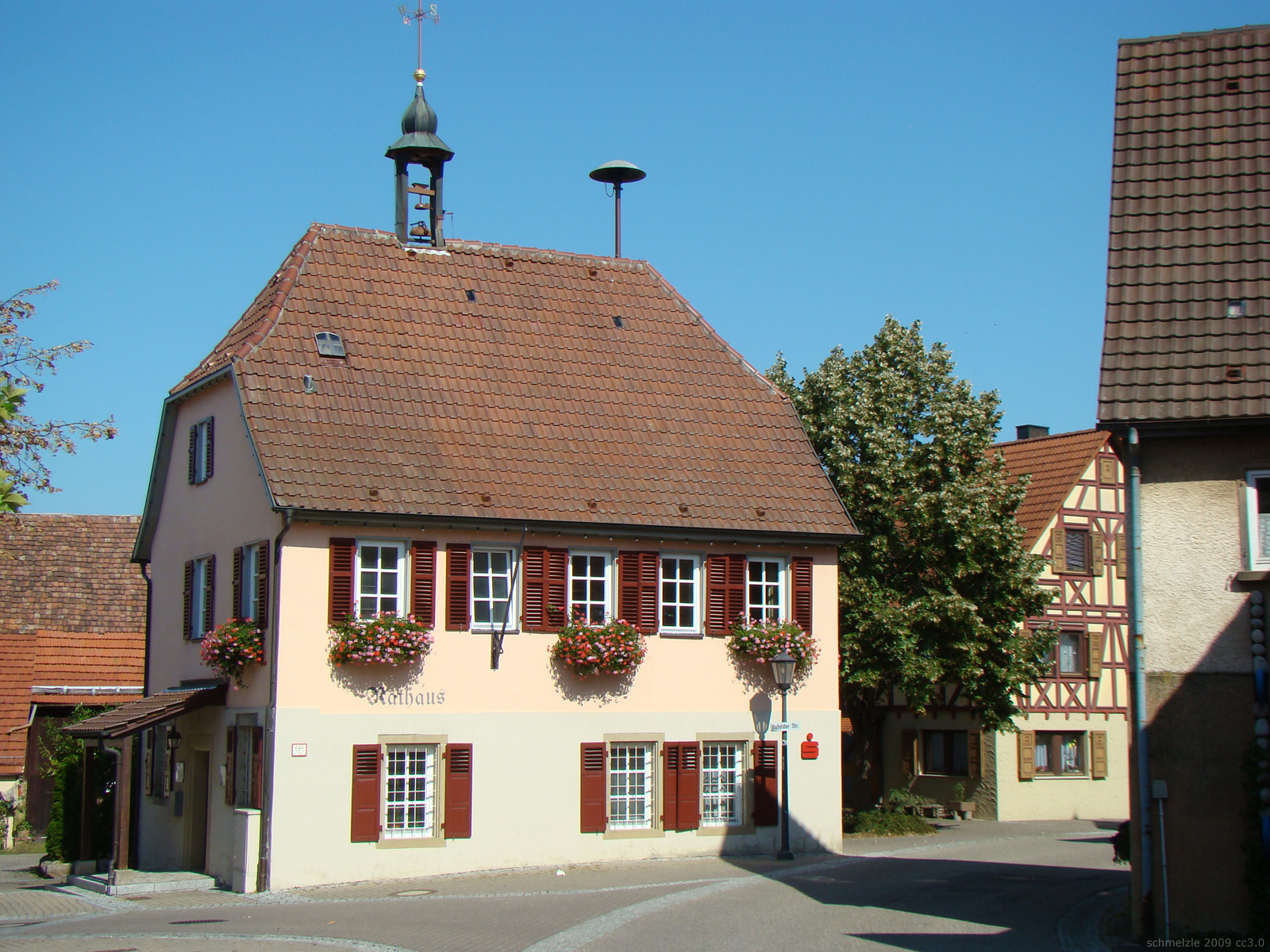
Rathaus in Ottmarsheim (2009)

Das Rathaus in Ottmarsheim, einem Stadtteil von Besigheim im Landkreis Ludwigsburg in Baden-Württemberg, wurde 1765 errichtet, 1880 umgebaut und 1983 modernisiert. Das ehemalige Rathaus an der Ilsfelder Straße 7 ist ein geschütztes Kulturdenkmal. 
Der zweigeschossiges Bau mit massiv gemauertem Erdgeschoss und verputztem Fachwerkobergeschoss schließt nach oben mit zwei Dachgeschossebenen unter einem Halbwalmdach mit Dachreiter ab. Im Dachgeschoss wurde 1880 der Ortsarrest eingerichtet. 
Das Rathaus nimmt durch seine ortsbildprägende Lage im Zentrum von Ottmarsheim eine Sonderstellung ein.